# 거진초등학교
거진초등학교는 대한민국 강원특별자치도 고성군 거진읍 자산리에 있는 초등학교다.

## 학교 연혁
- 1928년 4월 1일 오대사립개량서당 개설
- 1929년 3월 20일 오대공립보통학교(4년제) 인가
- 1938년 4월 1일 거진공립심상소학교로 개칭
- 1941년 4월 1일 거진공립국민학교로 개칭
- 1954년 10월 1일 행정수복으로 개교
- 1969년 3월 6일 거성국민학교(18학급) 분리
- 1996년 3월 1일 거진초등학교로 개칭
- 1999년 3월 1일 송정분교장 편입
- 2019년 9월 1일 제24대 안보영 교장 부임
- 2021년 1월 14일 제88회 졸업식(총 9,851명)

## 학교 상징
- 교화 - 장미 : 고운 빛깔로 밝은 내일의 꿈을 키워주는 희망찬 어린이가 되자.
- 교목 - 소나무 : 풍상을 이기는 강인한 기상과 고고한 멋 그리고 늠름한 자태를 지닌 어린이가 되자(인내, 고고, 강건).

## 참고 자료
- 거진초등학교 - 한국교육학술정보원 학교알리미